# Formidable
Formidable – piętnasty singel belgijskiego muzyka Stromae’a, który został wydany 27 maja 2013 roku przez Mercury Records. Singel został umieszczony na albumie Racine carrée.

## Lista utworów
- Promo – digital download (27 maja 2013)[1]

1. „Formidable” – 3:43

## Teledysk
Teledysk do utworu został wydany 27 maja 2013 roku.

## Notowania na listach przebojów
| Kraj/Region       | Lista (2013/2014/2015/2016) | Najwyższa pozycja | Certyfikat | Sprzedaż |
| ----------------- | --------------------------- | ----------------- | ---------- | -------- |
| Belgia (Walonia)  | Ultratop 50 Singles         | 1                 | 3×platyna  |          |
| Belgia (Flandria) | Ultratop 50 Singles         | 1                 | 3×platyna  |          |
| Francja           | Top 200 Singles             | 1                 | diament    | 309 800  |
| Holandia          | Single Top 100              | 2                 | –          |          |
| Szwajcaria        | Singles Top 75              | 13                | platyna    | 30 000+  |
| Włochy            | Top 100 Singles             | 16                | złoto      |          |
| Dania             | Track Top-40                | 20                | złoto      |          |
| Austria           | Singles Top 75              | 36                | –          |          |
| Niemcy            | Top 100 Singles             | 39                | –          |          |

## Covery i alternatywne wersje utworu
W 2013 roku podczas czwartego sezonu holenderskiego programu The Voice of Holland piosenkarka Cheyenne Toney wykonała cover utworu w język niderlandzkim. Cover dotarł do pierwszego miejsca holenderskiej listy Single Top 100 i był notowany przez sześć tygodni.